# Kazimierz Tyszkiewicz (zm. 1648)

Herb Leliwa

Kazimierz Tyszkiewicz na Łohojsku herbu Leliwa (zm. w 1648 roku) – podkomorzy brzeskolitewski w latach 1629-1648, wójt brzeskolitewski w latach 1632-1648.
Syn Eustachego Jana i Zofii z Wiśniowieckich. Poseł na sejm zwyczajny 1635 roku, sejm 1638 roku.
Jego żoną była Teofila Tryzma herbu Gozdawa. Miał dwóch synów Jerzego i Eustachego oraz córkę Annę.